# Carolinaia scirpi
Carolinaia scirpi är en insektsart som först beskrevs av Van der Goot 1917.  Carolinaia scirpi ingår i släktet Carolinaia och familjen långrörsbladlöss. Inga underarter finns listade i Catalogue of Life.